# Felix Hamrin
Felix Teodor Hamrin (14 tháng 1 năm 1875 - 27 tháng 11 năm 1937) là một chính trị gia người Thụy Điển. Ông là lãnh đạo của Đảng Nhân dân Tự do và giữ chức Thủ tướng Thụy Điển từ 6 tháng 8 đến 24 tháng 9 năm 1932.
Hamrin được sinh ra ở Mönsterås ở Hạt Kalmar. Cha ông là một đại lý da. Ông kết hôn với Elizabeth "Lizzie" Pennycock vào năm 1900. Họ có bảy người con.
Sau khi học tại một trường kinh doanh ở Gothenburg, ông điều hành một doanh nghiệp bán buôn ở Jönköping từ năm 1903 đến 1930. Ông vào Riksdag ở tuổi 37, và dưới thời Carl Gustaf Ekman, ông làm Bộ trưởng Thương mại từ 1926 đến 1928 và làm Bộ trưởng Tài chính từ năm 1930 đến năm 1932. Khi Ekman bị buộc phải từ chức ngay trước cuộc bầu cử năm 1932 do vụ tai nạn Kreuger, Hamrin trở thành thủ tướng. Ông đã từ chức sau cuộc bầu cử vì Đảng Nhân dân Tự do đã chịu tổn thất nghiêm trọng trong cuộc bầu cử. Nhiệm kỳ của ông chỉ là 50 ngày, mang lại cho ông kỷ lục phục vụ trong thời gian ngắn nhất làm thủ tướng của Thụy Điển.
Ông phục vụ ngắn gọn với tư cách là lãnh đạo đảng cho Đảng Nhân dân Tự do sau Ekman, và trong Đảng Nhân dân mới thành lập cho đến khi một nhà lãnh đạo đảng mới được chọn vào tháng 1 năm 1935. Ông cũng từng là thống đốc của Quận Jönköping từ năm 1930 đến 1937. Chính trị quan trọng nhất của ông nhiệm vụ là chống lại các tác động kinh tế trong những năm đầu của cuộc suy thoái ở Thụy Điển thông qua các biện pháp kinh tế nghiêm trọng, và để giảm thiểu ảnh hưởng của vụ tai nạn Kreuger.
Ông qua đời tại Jönköping vào ngày 27 tháng 11 năm 1937.